# Profundal
Profundal, ibland även djupbottenzonen, betecknar den del av en sjö som oftast befinner sig under kompensationsnivån.